# Inschrift von Karataş
Die Inschrift von Karataş nördlich von Erciş ist in den nackten Felsen eingemeißelt. Sie stammt von dem urartäischen König Sarduri II.
Sarduri, Sohn des Argišti I., berichtet, dass er für dḪaldi den Mächtigen einen Wingert angelegt hat. Die Könige, die auf ihn folgen, die nach ihm Herrscher sind, sollen diese Inschrift nicht auslöschen. „Sarduri spricht: Wer diese Inschrift auslöscht, der Gott Ḫaldi, der Gott Teišeba, der Sonnengott, alle Götter sollen ihn vernichten.“.
Auf demselben Felsen befindet sich eine weitere Inschrift. Sie berichtet, dass  Sarduri, nachdem Ḫaldi ihm die Herrschaft verliehen hatte, nachdem er seinem Vater als Herrscher gefolgt war, in demselben Jahr in dieser Stadt eine mächtige Festung angelegt hat, die er die Königsstadt Sarduris (mdSarduriei) nannte.
Im folgenden Abschnitt zählt er seine Titel auf:
- Herr der Gesamtheit
- Großkönig
- König des Weltalls (LUGAL KURSÚ)
- König des Landes Biainili
- König der Könige
- Herr der Stadt Tušpa